# 努曼·巴希尔
努曼·巴希尔 ，是一名曾任巴基斯坦海军参谋长的巴基斯坦高級軍官，軍銜為四星上将，2008年10月7日至2011年10月7日，担任第18任巴基斯坦海軍参谋长。
2008年10月5日，经時任巴基斯坦国防部长阿末莫達的推荐，总统阿西夫·阿里·扎尔达里批准任命他为海軍司令，晋升为四星上將取代最高级别的海军中将阿萨夫·胡马云。他於2011年7月退役，由穆罕默德·阿西夫·桑迪拉海軍上將接替。
在他任內，巴基斯坦海軍完成了前三艘F-22P型護衛艦(滬東中華造船廠為巴基斯坦海軍建造的053H3型護衛艦的出口型號)的服役工作，開始向現代化起步。
其表哥萨尔曼·巴希尔曾担任巴基斯坦驻华大使。